# Anna (planta)
Anna es un género  de plantas  perteneciente a la familia Gesneriaceae. Comprende 3 especies descritas y  aceptadas. Es originario de China y Vietnam.

## Descripción
Son subarbustos terrestres. Tallo con ramas a veces en ángulo. Hojas opuestas, las de una pareja desigual, pecioladas, láminas ovadas, ápice agudo, base cuneada, margen entero o aserrados. Cimas axilares, laxa. La corola amplia tubular, de color blanco o amarillento; tubo con una bolsa ventral cerca de la extremidad, extremidad bilabiada, el labio superior de 2 lóbulos, más corto que 3-lobulado labio inferior, lóbulos obtusos o redondeados. El fruto es una cápsula recta y lineal, mucho más larga que el cáliz, loculicida y dehiscente. Las semillas con un apéndice subulado en cada extremo.

## Taxonomía
El género fue descrito por François Pellegrin y publicado en Bulletin de la Société Botanique de France 77: 46. 1930 La especie tipo es: Anna submontana Pellegr. 
Etimología
Anna: nombre genérico que tiene origen hebreo, significa "graciosa, agradable" y fue el nombre de la madre de la Virgen María. Es un nombre de mujer común en muchos países. Se desconoce si François Pellegrin quería referirse a la apariencia agradable de la planta o si quería conmemorar el nombre femenino de Anna.

## Especies
A continuación se brinda un listado de las especies del género Anna (planta) aceptadas hasta julio de 2012, ordenadas alfabéticamente. Para cada una se indica el nombre binomial seguido del autor, abreviado según las convenciones y usos.
- Anna mollifolia (W.T.Wang) W.T.Wang & K.Y.Pan
- Anna ophiorrhizoides (Hemsl.) B.L.Burtt & R.Davidson
- Anna submontana Pellegr.